# 北消防署 (名古屋市)
北消防署（きたしょうぼうしょ）は、愛知県名古屋市北区に所在する名古屋市消防局の消防署。

## 出張所

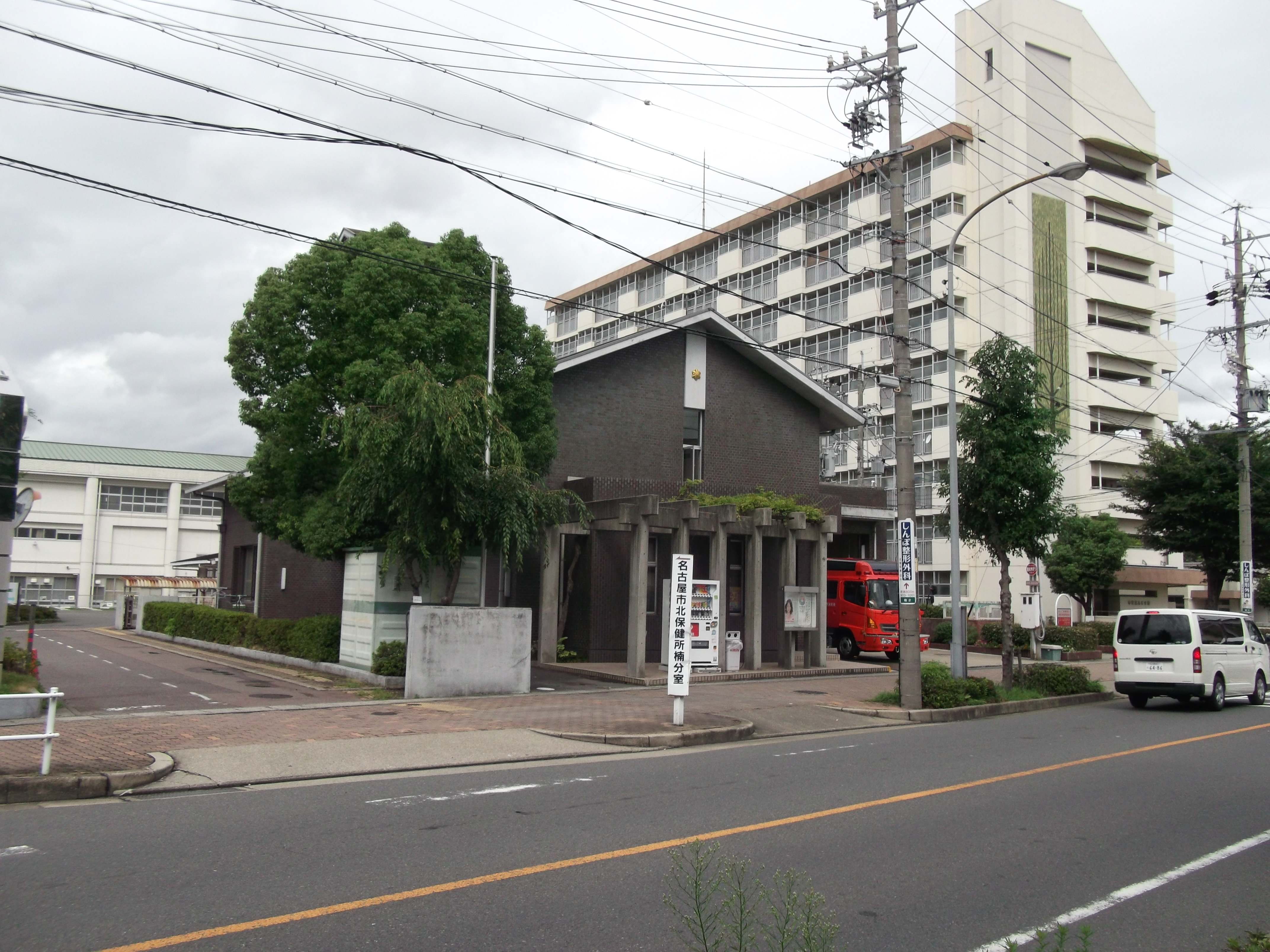
楠出張所（2013年9月）

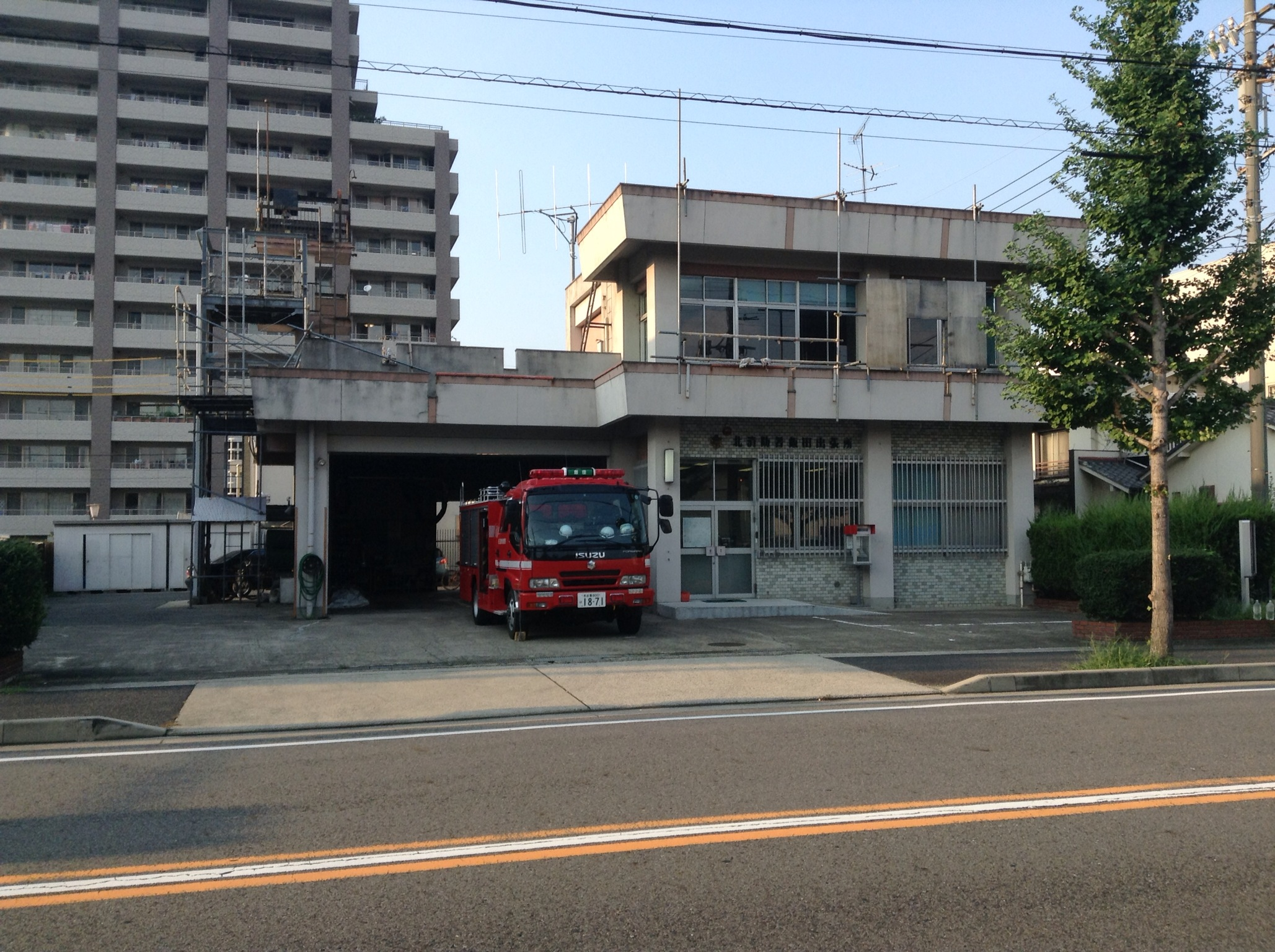
飯田出張所（2013年8月）

- 楠出張所：北区楠2-965[1]（北緯35度13分43.8秒 東経136度55分22.9秒 / 北緯35.228833度 東経136.923028度）
- 飯田出張所：北区芦辺町3-4[1]（北緯35度11分35.6秒 東経136度55分41.7秒 / 北緯35.193222度 東経136.928250度）
- 城北出張所（1943年〜1944年）[1]
- 六郷出張所（1946年〜1949年）[1]
- 神戸製鋼所第一工場内臨時出張所（1944年〜1945年）[1][註 1]
- 神戸製鋼所第二工場内臨時出張所（1944年〜1945年）[1][註 1]
- 大隈鉄工所萩野工場内臨時出張所（1944年〜1945年）[1][註 1]
- 大隈鉄工所上飯田工場内臨時出張所（1944年〜1945年）[1][註 1]

## 歴史

### 沿革

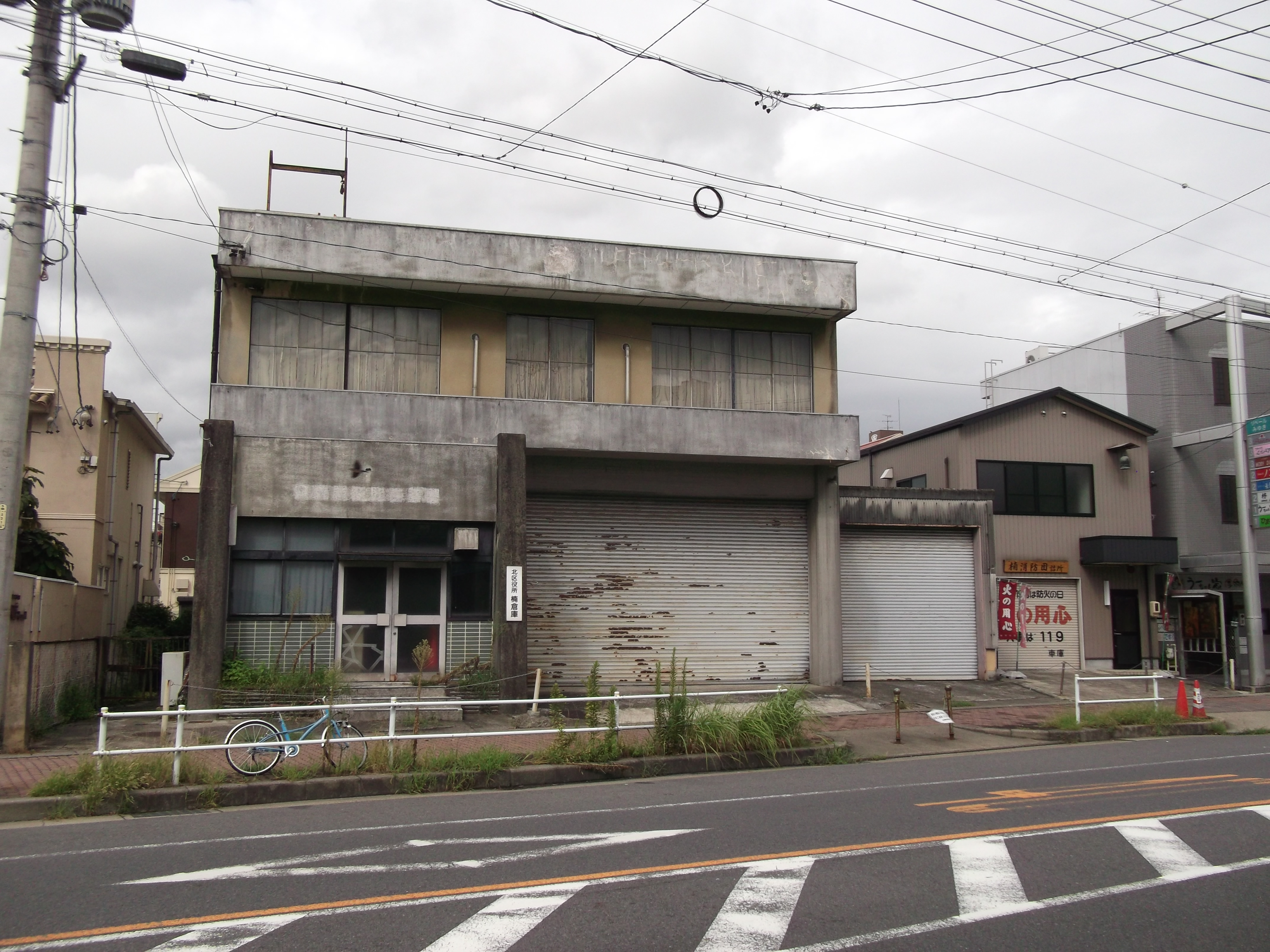
旧楠出張所（2013年9月）

- 1943年（昭和18年）12月24日 - 愛知県城北消防署（東区[当時]瑠璃光町）として発足[1]。飯田出張所・城北出張所が中消防署より移管される。管轄区域は東区と西区の各一部（北区発足後は北区のみ）[1]。
- 1944年（昭和19年）2月11日 - 北区光音寺町に移転し、城北出張所を廃止する[1]。
- 1944年（昭和19年）4月1日 - 神戸製鋼所（第一工場・第二工場）・大隈鉄工所（萩野工場・上飯田工場）内に臨時出張所を設置（翌1945年8月廃止）[1]。
- 1945年（昭和20年）6月7日 - 北区萩野通2丁目1番地に移転（『北区誌』の記述による）[2]。
- 1946年（昭和21年）4月15日 - 六郷出張所が筒井消防署より移管される[1]。
- 1948年（昭和23年）3月7日 - 名古屋市北消防署となる[1]。
- 1949年（昭和24年）6月30日 - 六郷出張所廃止[1]。
- 1959年（昭和34年）3月17日 - 改築[1]。
- 1966年（昭和41年）
  - 3月11日 - 楠出張所が完工[3]。
  - 4月5日 - 楠出張所（楠町大字味鋺字斉宮司28番地）設置[1]。
- 1974年（昭和49年）3月11日 - 飯田出張所が瑠璃光町1丁目10番地より芦辺町3丁目4番地に移転[2]。
- 1980年（昭和55年）5月15日 - 北区萩野通2丁目1番地に移転（『名古屋消防史』の記述による）[1]。現庁舎を新築（『北区誌』の記述による）[2]。
- 1984年（昭和59年）10月23日 - 時計付広報塔除幕（名古屋城北ライオンズクラブ創立10周年記念）[1]。
- 1989年（平成元年）4月20日 - 楠出張所を移転改築（旧庁舎は北区役所倉庫として使用。）[1]。

### 歴代署長
- 小柳禄衛（1943年12月24日〜）[1]
- 尾頭繁宣（1946年5月31日〜）[1]
- 水谷惣四郎（1948年2月6日〜）[1]
- 山川源信（1949年9月6日〜）[1]
- 林進平（1953年1月28日〜）[1]
- 酒井保宗（1959年8月7日〜）[1]
- 小川保男（1961年2月11日〜）[1]
- 斉藤清（1965年6月16日〜）[1]
- 長谷川千代士（1966年12月1日〜）[1]
- 梅田正美（1969年8月1日〜）[1]
- 平下静男（1971年8月1日〜）[1]
- 西岡兼一（1972年8月1日〜）[1]
- 小粥正明（1974年4月1日〜）[1]
- 岡村銑治（1975年12月5日〜）[1]
- 奥村快悟（1979年4月12日〜）[1]
- 山本富昭（1980年11月4日〜）[1]
- 森本勇（1981年11月1日〜）[1]
- 柴田康雄（1983年4月1日〜）[1]
- 勝山八吉（1985年4月1日〜）[1]
- 川上勉（1987年4月1日〜）[1]

### 註
1. 1 2 3 4  正式名称は不明。